# Forte de Nossa Senhora da Conceição (Praia da Vitória)
O Forte de Nossa Senhora da Conceição localizava-se na freguesia de Santa Cruz, no concelho da Praia da Vitória, na ilha Terceira, nos Açores.
Em posição dominante sobre este trecho do litoral, constituiu-se em uma fortificação destinada à defesa deste ancoradouro contra os ataques de piratas e corsários, outrora frequentes nesta região do oceano Atlântico. Erguia-se entre o Forte de Santa Cruz e o Forte do Espírito Santo, com os quais cooperava.

## História
No contexto da Guerra da Sucessão Espanhola (1702-1714) encontra-se referido como "O Forte da Conceiçam." na relação "Fortificações nos Açores existentes em 1710".
Com a instalação da Capitania Geral dos Açores, o seu estado foi assim reportado:
"28º - Forte de Nossa Senhora da Conceição. Está reformado de novo, tem tres canhoneiras e tres peças de ferro, huma dellas incapaz e os seus reparos bons, precisa para se guarnecer tres artilheiros e doze auxiliares."
Encontra-se relacionado no trabalho do capitão de Infantaria com exercício de Engenharia, Francisco Xavier Machado ("Revista dos fortes e redutos da ilha Terceira", 1772), atualmente no Arquivo Nacional da Torre do Tombo.
Encontra-se referido como "27. Forte de N.ª S. da Conc.am da mesma b.ª [da Praia]" no relatório "Revista aos fortes que defendem a costa da ilha Terceira", do Ajudante de Ordens Manoel Correa Branco (1776), que lhe aponta os reparos necessários: "Ade mister algua reedificaçáo, hua porta na sua caza, e conserto no portáo."
Esta estrutura não chegou até aos nossos dias.